# Ugo Del Curto
Ugo Del Curto (Piuro, 6 novembre 1915 – Cirenaica, 2 aprile 1941) è stato un militare e aviatore italiano, decorato di medaglia d'oro al valor militare alla memoria nel corso della seconda guerra mondiale.

## Biografia
Nacque a Piuro, provincia di Sondrio, il 5 ottobre 1917. Conseguito il diploma presso l'Istituto magistrale di Sondrio, ricopriva l'incarico di insegnante nelle scuole elementari di Chiavenna già da due anni quando, nel 1938, fu chiamato a prestare servizio militare di leva nel Regio Esercito. Ammesso a frequentare il corso allievi ufficiali di complemento presso il 94º Reggimento fanteria, con la nomina a sottotenente fu assegnato al 78º Reggimento fanteria della 7ª Divisione fanteria "Lupi di Toscana". Trattenuto in servizio a domanda, partì per l'Albania con il reggimento mobilitato il 18 aprile 1939. Promosso tenente nel novembre dello stesso anno, una volta rimpatriato, volle frequentare, alla vigilia dell'entrata in guerra del Regno d'Italia, il I corso straordinario per osservatori da aeroplani presso la Scuola di Cerveteri, uscendone primo classificato.  Nel settembre 1940 fu assegnato alla 128ª Squadriglia Osservazione Aerea (O.A) di Bresso. Il 10 marzo 1941 fu trasferito alla 175ª Squadriglia dislocata in Africa Settentrionale Italiana. Cadde in combattimento il 2 aprile 1941, e fu decorato con la medaglia d'oro al valor militare alla memoria. Dopo la sua morte fu trasferito, con il grado di sottotenente, nei ruoli del servizio permanente effettivo con anzianità 1º agosto 1940. Una via di Fiumicino porta il suo nome.

### Fonti
1. 1 2 3 4 5 6 7  Combattenti Liberazione.
2. 1 2  Gruppo Medaglie d'Oro al Valor Militare 1965, p. 666.
3. 1 2  Ufficio Storico dell'Aeronautica Militare 1969, p. 157.
4. ↑   Medaglia d'oro al valor militare Del Curto, Ugo, su quirinale.it, Quirinale. URL consultato l'11 luglio 2021.